# Peace Sells… but Who's Buying?
Peace Sells… but Who's Buying? je druhé studiové album americké thrashmetalové skupiny Megadeth. Vydalo jej dne 19. září 1986 hudební vydavatelství Capitol Records a jeho producentem byl Randy Burns s frontmanem skupiny Davem Mustainem. V hitparádě Billboard 200 se album umístilo na 76. příčce a ve Spojených státech amerických získalo platinovou desku od asociace RIAA (za 1 000 000 prodaných nosičů). Původní verze alba obsahuje sedm autorských písní a jednu coververzi; jde o píseň „I Ain't Superstitious“ od Willieho Dixona.

## Seznam skladeb
| Pořadí | Název                      | Autor         | Délka |
| ------ | -------------------------- | ------------- | ----- |
| 1.     | Wake Up Dead               | Dave Mustaine | 3:40  |
| 2.     | The Conjuring              | Mustaine      | 5:04  |
| 3.     | Peace Sells                | Mustaine      | 4:04  |
| 4.     | Devils Island              | Mustaine      | 5:05  |
| 5.     | Good Mourning/Black Friday | Mustaine      | 6:41  |
| 6.     | Bad Omen                   | Mustaine      | 4:05  |
| 7.     | I Ain't Superstitious      | Willie Dixon  | 2:46  |
| 8.     | My Last Words              | Mustaine      | 4:57  |

## Obsazení
- Dave Mustaine – zpěv, kytara
- Chris Poland – kytara
- David Ellefson – baskytara, doprovodné vokály
- Gar Samuelson – bicí